# Phantasie (Schiff, 1960)
Die Phantasie ist ein ehemaliges Passagierschiff, das auf dem Tegernsee und dem Starnberger See genutzt wurde.

## Geschichte
Das Schiff wurde 1960 von der Werft Theodor Hitzler Regensburg gebaut und fuhr bis 2001 unter dem Namen Rottach auf dem Tegernsee. Danach kam es auf dem Starnberger See zum Einsatz, nachdem es von Diethild Buchheim umgetauft und mit einer Galionsfigur von Karl-Heinz Richter versehen worden war. Diese Bugfigur stelle „eine Bavaria in Flugpose wie Kate Winslet im Film Titanic, allerdings fülliger, leicht bekleidet im knappen weiß-blauen Rautenschurz - und ohne Leonardo DiCaprio“ dar, hieß es in einem Pressebericht. Nach 17 Jahren auf dem Starnberger See übernahm die Buchheim-Stiftung das Schiff von der Bayerischen Seenschifffahrt. Es wurde im Museumspark aufgestellt und sollte ab 2020 als Malschule genutzt werden.
Das Schiff, das mit Bildern und Ausstellungsstücken, die Bezug zu Lothar-Günther Buchheim hatten, ausgestattet war, hatte auf dem Starnberger See vor allem die Museumslinie nach Bernried bedient, zuletzt aber meist im Starnberger Hafen gelegen. Dass es nur noch sporadisch eingesetzt worden war, hatte an einigen altersbedingten Mängeln, seiner geringen Größe sowie der fehlenden Barrierefreiheit gelegen.